# Alfred Loewy
Alfred Loewy   (Rawicz, 20 de juny de 1873 - Friburg de Brisgòvia, 25 de gener de 1935) va ser un matemàtic alemany.

## Vida i obra
Loewy, fill d'una família jueva, va estudiar entre 1891 i 1895 a les universitats de Breslau, Berlín, Göttingen i Múnic, obtenint el doctorat en aquesta última el 1894, amb un especial reconeixement de Ferdinand von Lindemann per la seva rapidesa en entendre i utilitzar els conceptes més abstractes.
Amb la mediació de Lindemann i de Jacob Lüroth el 1897 es presenta a l'examen d'habilitació a la universitat de Friburg de Brisgòvia i la obté, malgrat els prejudicis existents contra els jueus. De totes formes no va aconseguir arribar a professor titular fins al 1919. L'antisemitisme no va ser el seu únic problema: el 1916 va perdre la vista d'un ull i el 1920 era pràcticament cec; el 1928, després d'una operació fallida va quedar totalment cec.
El 1926, juntament amb l'altre professor titular de matemàtiques de la universitat de Friburg Lothar Heffter, van aconseguir que es nomenàs professor honorari a Ernst Zermelo, que s'havia retirat de la recerca uns anys abans i va significar el seu retorn acadèmic.
El 1933, degut a les lleis antisemites nazis, va ser desposseït del seu càrrec, essent substituït per Wilhelm Süss. Va morir dos anys més tard. La seva esposa, Therese, es va suïcidar el 1940, abans de ser deportada.
Loewy va ser un investigador prolífic que va publicar articles sobre àlgebra, teoria de grups, equacions diferencials i matemàtica actuarial. A més, va tenir una influència important en la introducció de la metodologia axiomàtica, influint notablement en el seu nebot polític Abraham Fraenkel.